# Бойченко Ольга Володимирівна
Ольга Володимирівна Бойченко (нар. 6 січня 1989, Одеса, УРСР) — український футболістка, нападниця одеського «Сістерс» .

## Клубна кар'єра
З 16-річного віку грала в херсонській «Южанці». Закінчила Херсонське вище училище фізичної культури.
У 2008 році отримала запрошення в чернігівську «Легенду». У команді стає віце-чемпіоном (2008) і дворазовим (2009, 2010) чемпіоном України, а також володарем Кубка України 2009 року.
У 2010-му році почала виступати в російському чемпіонаті в складі пермської «Зірки». У складі команди двічі ставала чемпіонкою Росії (2014, 2015), один раз  — срібним призером чемпіонату (2013) та триразовою володаркаю Кубка Росії (2012, 2013, 2015). У 2016 році стала чемпіонкою у складі хімкінської «Росіянки». На початку 2017 року підписала контракт із клубом «Рязань-ВДВ», а через рік покинула команду за сімейними обставинами.
У 2023-му році стала капітаном новоствореної команди «Сістерс» (Одеса).  Бойченко забила 39 м'ячів за сезон та стала кращою бомбардиркою першої ліги України.

## Виступи за збірну
У футболці головної жіночої футбольної команди дебютувала 28 травня 2008 року, вийшовши на заміну у матчі проти збірної Шотландії.
Учасниця чемпіонату Європи 2009 року.
13 квітня 2021 року зіграла у матчі проти збірної Північної Ірландії (0:2), після якого оголосила про завершення виступів за збірну України. 

## Досягнення
- Чемпіонат України з футболу серед жінок
  -  Чемпіонка (3): 2009, 2010,  2020/21

- Чемпіонат Росії з футболу серед жінок
  -  Чемпіонка (3): 2014, 2015, 2016

- Перша ліга України з футболу серед жінок
  -  Чемпіонка  (1): 2024